# Antsohimbondrona
Antsohimbondrona is een plaats in Madagaskar gelegen in het district Ambilobe van de regio Diana. In 2001 telde de plaats bij de volkstelling 32.080 inwoners.
In de plaats bevindt zich een maritieme haven. Er is basisonderwijs en voortgezet onderwijs voor jonge kinderen. Ook zijn er ziekenhuisvoorzieningen en ten slotte vindt er op industriële schaal mijnbouw plaats.
65% van de bevolking is landbouwer. Er wordt met name suikerriet verbouwd, maar katoen en rijst komt ook voor. Industriesector en dienstensector wordt vertegenwoordigd door respectievelijk 13% en 7% van bevolking. Verder voorziet 15% van de bevolking zich in levensonderhoud via visserij.